# Partido Comunista de Bulgaria
El Partido Comunista de Bulgaria (Komunisticeska Partija na Balgarija, KPB) es un partido político de Bulgaria de ideología marxista-leninista.

## Historia
El partido fue fundado en 1996, recuperando el legado del Partido Comunista Búlgaro que había desaparecido en 1990 tras el desmantelamiento de la República Popular de Bulgaria. Forma parte de la "Coalición por Bulgaria", una alianza liderada por el Partido Socialista Búlgaro que en las elecciones de 2001 obtuvo el 17,1% de los votos y 48 de los 240 escaños en la Asamblea Nacional. En las  elecciones legislativas de 2005, realizadas el 25 de junio de 2005, la coalición pasó a ser respaldada por el 33,98% del electorado, y alcanzó los 82 escaños parlamentarios.
En las primeras elecciones para el Parlamento Europeo celebradas en Bulgaria, en el año 2007, el Partido Comunista de Bulgaria obtuvo el 0,98% del voto popular.

## Órgano de comunicación
El partido publica Rabotnicheski Vestnik.